# Perungudi
Perungudi è una suddivisione dell'India, classificata come town panchayat, di 23.481 abitanti, situata nel distretto di Kanchipuram, nello stato federato del Tamil Nadu. In base al numero di abitanti la città rientra nella classe III (da 20.000 a 49.999 persone).

## Geografia fisica
La città è situata a 12° 58' 18 N e 80° 14' 36 E.

## Società

### Evoluzione demografica
Al censimento del 2001 la popolazione di Perungudi assommava a 23.481 persone, delle quali 12.505 maschi e 10.976 femmine. I bambini di età inferiore o uguale ai sei anni assommavano a 2.867, dei quali 1.441 maschi e 1.426 femmine. Infine, coloro che erano in grado di saper almeno leggere e scrivere erano 16.806, dei quali 9.675 maschi e 7.131 femmine.